# Поккруэй
Поккруэй — река в России, протекает по Ловозерскому району Мурманской области. Длина реки составляет 19 км, площадь водосборного бассейна 298 км².
Вытекает из озера Нижний Качманъявр, лежащего на высоте 207,1 м над уровнем моря. Течёт по заболоченной тундре в общем восточном направлении через озёра Кеткъявр и Погеръявр. Устье реки находится в 52 км по левому берегу реки Иоканга. На всём протяжении порожиста.
Ширина реки в низовьях — 82 метра, глубина — 1,8 м.

## Данные водного реестра
По данным государственного водного реестра России относится к Баренцево-Беломорскому бассейновому округу, водохозяйственный участок реки — реки бассейна Баренцева моря от восточной границы бассейна реки Воронья до западной границы бассейна реки Иоканга (мыс Святой Нос). Речной бассейн реки — бассейны рек Кольского полуострова, впадает в Баренцево море.
Код объекта в государственном водном реестре — 02010000912101000005280.